# 齐王墓青铜方镜
齐王墓青铜方镜，1980年于山东淄博的西汉诸侯王墓中出土的一件铜镜，中国禁止出境展览文物之一。该镜出土位置位于辛店街道窩托社區南古墓五号陪葬坑，呈长方形，长115.1厘米，宽57.5厘米的，重达56.5公斤。背面有五个环形弦纹钮，并饰有夔龙纠结图案。两个短边又各铸二钮，环钮四周饰柿蒂形纹。现藏于山东省淄博市博物馆。